# Октябрьский (Юстинский район)
Октябрьский — сельский населенный пункт в Юстинском районе Калмыкии, в составе Юстинского сельского муниципального образования.

## История
Дата основания не установлена. На карте 1950 года на месте современного посёлка указан худук (колодец) Уваты.

## География и климат
Посёлок расположен на Прикаспийской низменности в 25 километрах к юго-востоку от села Юсты.
Климат
Тип климата — семиаридный (BSk — согласно классификации климатов Кёппена). Среднегодовая температура воздуха — 9,4 °C, количество осадков — 259 мм. Самый засушливый месяц — февраль (норма осадков — 15 мм). Самый влажный — июнь (29 мм).

## Население
| 2002 | 2010 |
| ---- | ---- |
| 186  | ↘74  |

Национальный состав
Согласно результатам переписи 2002 года большинство населения посёлка составляли казахи (60 %)
| Национальность | Численность (2010) | Процент |
| -------------- | ------------------ | ------- |
| Казахи         | 59                 | 70,2%   |
| Калмыки        | 11                 | 13,1%   |
| Русские        | 5                  | 6%      |
| Татары         | 5                  | 6%      |
| Грузины        | 4                  | 4,8%    |
| Всего          | 84                 | 100%    |